# Хлорид германия(I)
Хлорид германия(I) — бинарное неорганическое соединение металла германия и хлора с формулой GeCl, тёмно-красное или коричневое твёрдое вещество.

## Получение
- Пропускание смеси паров четырёххлористого германия с водородом или аргоном через кварцевую трубку с карборундовым стержнем, нагретым до 900-1000°С, образуется смесь хлоридов GeCl и GeCl2.
- Газообразный GeCl образуется про пропускании электрического разряда через пары GeCl4.

## Физические свойства
Хлорид германия(I) мономерен только в газовой фазе. В твёрдом состоянии образует полимер (GeCl)x. Степень полимеризации и свойства зависят от условий получения.
На воздухе дымит вследствие образования хлористого водорода (гидролиз).
Не растворяется в диэтиловом эфире, бензоле, хлороформе, тетрахлорметане.

## Химические свойства
- При нагревании в вакууме диспропорционирует:

{\displaystyle {\mathsf {4GeCl\ {\xrightarrow {200-500^{o}C}}\ GeCl_{4}+3Ge}}}
- Реагирует с растворами щелочей:

{\displaystyle {\mathsf {2GeCl+6KOH\ {\xrightarrow {}}\ 2K_{2}GeO_{3}+2KCl+3H_{2}\uparrow }}}